# Charlotte Sophie van Aldenburg
Charlotte Sophie van Aldenburg (Varel, 4 augustus 1715 - Hamburg, 5 februari 1800), later rijksgravin van Aldenburg, rijksgravin Bentinck, vrouwe van Doorwerth, van Varel en Kniphausen was een Duitse edelvrouwe. Haar huwelijksperikelen en de schandalen die deze feministisch ingestelde en zeer impulsieve vrouw haar leven lang begeleidden, maakten haar beroemd.
Haar correspondentie die bestaat uit ruim 25.000 persoonlijke brieven van en aan haar is in 2016 voorgedragen voor nominatie op de werelderfgoedlijst voor documenten, het register Memory of the World van Unesco.

## Geschiedenis
Als enige dochter van Anton II van Aldenburg en Wilhelmine Marie van Hessen-Homburg was Charlotte Sophie een aantrekkelijk erfdochter. 
Charlotte was vanaf haar vijftiende jaar verliefd op de man van haar pleegzus Charlotte "Lotgen" van Anhalt-Köthen, Albrecht Wolfgang graaf van Schaumburg-Lippe. Deze Albrecht Wolfgang was een losbol die zich de gelijktijdige attenties van de beide pleegzusjes graag liet aanleunen.
Charlottes vader die, getroffen door tegenslagen als runderpest en overstromingen, enorme schulden had moeten maken, zocht voor haar een rijke, adellijke echtgenoot van onberispelijk protestanten huize. Die werd gevonden in Willem Bentinck, heer van Rhoon en Pendrecht, lid van de Ridderschap van Holland. 
Willem deed zich echter rijker voor dan hij was om "zijn krediet te bewaren" en meende op zijn beurt dat de Aldenburgs rijk waren. Hij had aan de Aldenburgs tegen onderpanden waaronder Doorwerth 600.000 gulden geleend.
Willem Bentinck betaalde 6000 florijnen aan het keizerlijk hof in Wenen om de titel van graaf van het Heilige Roomse Rijk te verwerven. Nu kon de Overijsselse edelman als ebenbürtige partner met de Duitse vorstendochter trouwen. De huwelijkse voorwaarden werden niet bijzonder nauwkeurig uitgewerkt omdat "het bij de hoge Duitse adel gebruikelijk was dat er geen gemeenschap van goederen bestaat". Het huwelijk werd op 1 juli 1733 in de slotkerk van Varel gesloten.
Het paar vestigde zich op Sorghvliet, het huidige Catshuis, en aan het Lange Voorhout in Den Haag. Hoewel het huwelijk tussen de stijve gereserveerde Willem en zijn grillige vrouw niet bijzonder gelukkig was en zij tussen de vormelijke Haagse dames niet kon aarden werden er twee kinderen geboren:
- Christiaan Frederik Anton Willem Carel (Varel, 15 augustus 1734 – Den Haag, 1 april 1768)
- Albert (29 december 1737 – 23 september 1775)

Albert kan in maart 1737 op kasteel Doorwerth door de hierboven reeds genoemde Albrecht Wolfgang Graaf van Schaumburg-Lippe zijn verwekt. Deze verbleef toen op het kasteel. Charlotte Sophie heeft nooit geweten wie de vader van haar tweede zoon was.

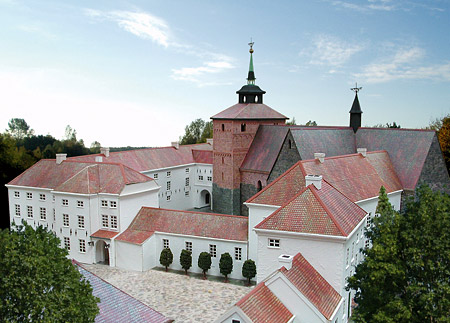
Maquette van het verdwenen slot van Varel.

Op 6 juni 1738 stierf Anton II van Aldenburg en namen zijn dochter en schoonzoon diens functies als vorst over. De rampzalige toestand van haar vaders boedel weerhield Charlotte er niet van in de zomer van 1739 haar minnaar in Bückeburg te bezoeken. In september besefte zij wederom zwanger te zijn en liet noodgedwongen weten niet meer naar Den Haag en haar man terug te keren. Zij vestigde zich op Varel waarvan zij volgens de fideï-commis nu het bezit had verkregen.
Willem Bentinck ging akkoord met een scheiding van tafel en bed maar weigerde om de vele bezittingen die in Den Haag lagen terug te sturen naar Duitsland. In een brief beschrijft Charlottes moeder Wilhelmine Marie van Aldenburg hoe haar dochter in 1733 met zes schuiten vol kostbare goederen het ouderlijk huis had verlaten en dat er na veel aandringen een enkele postzak terug werd gestuurd. Deze bevatte niets dan scherven.
Het eerste buitenechtelijke kind van Charlotte Sophie en Albrecht Wolfgang van Schaumburg-Lippe werd in mei 1740 in het diepste geheim in Hannover ter wereld gebracht. Het jongetje werd Charles gedoopt en zou als zoon van de familie von Donop worden opgevoed.
Charlotte Sophie had een hoge dunk van haar capaciteiten als landsvrouwe, maar kwam door willekeur en grilligheid in conflict met haar raadsheren en rechters. Het bestuur van haar goederen verliep chaotisch en zij trok zich steeds vaker terug in Bückeburg waar Albrecht met de pleegzussen Lotgen en Charlotte in een "ménage à trois" leefde. 
Aan het kleine Bückeburgse hof ontmoette Sophie Charlotte in 1740 voor het eerst de ook toen al gevierde Voltaire. Volgens de Voltaire-kenner Frédéric Deloffre heeft de ontmoeting de inspiratie voor Voltaires meesterwerk "Candide, ou l'optimisme" opgeleverd. "Schloss Tonder-ten-Tronkh" zou Bückeburg zijn, De "doorluchtige Westfaalse Cunigunde" met haar rode wangen, fris, mollig en appetijtelijk..." zou een weergave van Charlotte Sophie zijn en de ridicule "Pangloss" zou zijn geïnspireerd door de huisleraar Johann Heinrich Meister.
In januari 1745 kregen Charlotte en Albrecht Wolfgang een tweede kind, Albrecht Wilhelm Carl. Ook hij zou als zoon van de familie von Donop worden opgevoed.
In 1748 stierf de graaf van Schaumburg-Lippe. Hij liet een geruïneerd land achter. Zijn zoon Willem van Schaumburg-Lippe en zijn weduwe verjoegen de door hen ondertussen gehate Charlotte. In Varel en Kniphausen had in diezelfde dagen een Deense visitatiecommissie poolshoogte genomen van de kwaliteit van het bestuur. Hun bevindingen waren van dien aard, dat de Deense koning (leenheer van het graafschap) Sophie Charlotte afzette en al haar bevoegdheden overdroeg aan Willem Bentinck. Voor de erfdochter restte een jaargeld dat zij kreeg zolang zij uit Willem Bentincks buurt bleef en geen contact met hun zonen zocht.
Charlotte Sophie begon daarop aan lange reizen en probeerde steun te vinden bij het keizerlijke hof in Wenen. Zou keizerin Maria Theresia haar niet in haar rechten herstellen? Na aanvankelijke successen wordt haar in februari 1750 te verstaan gegeven dat zij moet vertrekken. Een zeer hoogdravende en impertinente brief aan keizer Frans II heeft het keizerlijk paar zo ontsticht dat het de partij van Willem Bentinck koos.
Wat bij de keizerin niet werd bereikt, probeerde Charlotte bij de machtige Pruisische koning Frederik II goed te maken. 
In Berlijn raakt Charlotte Sophie bevriend met de koninklijke prinsen en zij was de postillon d'amour tussen prins Hendrik en de knappe jonge kamerheer Lehndorff. In haar bevoorrechte positie als vertrouweling van de broers des konings en vriendin van Voltaire dacht Charlotte Sophie geen kwaad te kunnen doen, zij sprak in het openbaar geringschattend over de koningin van Pruisen. Dat leverde de koning het excuus deze, in zijn woorden "lastige en eigengereide, steeds met iets nieuws komende" vrouw in ongenade te laten vallen.
De koning koos daarmee ook tussen de wanhopige en rechteloze gescheiden vrouw enerzijds en de steeds machtiger Willem Bentinck en het Deense hof, dat op zijn hand was, anderzijds.
Met "haar" twee zoons die nu op een leeftijd waren dat zij behoorlijk onderwijs behoefden, trok Charlotte Sophie van Aldenburg zich in 1755 terug in een pension in Leipzig. Ook daar hield zij het niet lang uit en zij maakte, ook al was er nauwelijks geld voor de schoolboeken van haar zoons die formeel haar protegés heetten te zijn, een reis naar Italië.
Charlotte Sophie van Aldenburg onderhield een drukke briefwisseling met vele hooggeplaatste personen en vorsten, zoals Catharina de Grote en tsaar Paul I van Rusland, koning Stanislaus van Polen, graaf Von Kaunitz en generaal Gilbert du Motier. Het doel van deze correspondentie was steeds steun te verkrijgen in de vele, maar hopeloze, processen die zij bij het Rijkskamergerecht in Wenen tegen Willem Bentinck en haar zonen voerde.
1758 bracht Charlotte Sophie en Voltaire opnieuw samen. Zij bezocht hem in zijn landhuis Les Délices in Monrion bij Genève. Voltaire bood haar een klein landhuis op zijn landgoed aan zodat zij als "twee heremieten" naast elkaar konden wonen. Vanwege het onderricht van de kinderen - zij had zich nu ook over twee zonen van vrienden ontfermd - vestigde zij zich in Tübingen, waar de kinderen aan de universiteit konden studeren. Ten behoeve van haar slepende processen ging Charlotte Sophie zèlf naar Wenen waar zij de keizerin tegen zich innam door de etiquette van het Oostenrijkse hof te negeren. Het was ondenkbaar dat een rijksgravin in Wenen verbleef zonder haar opwachting te maken bij de keizer en keizerin. De onbemiddelde Charlotte Sophie liet dit na en werd daarom (na uitstel vanwege een gefingeerde ziekte) dringend verzocht weer te vertrekken.
In 1761 had Charlotte Sophie het overal verkorven. In Wenen en Berlijn was zij niet langer welkom, waar Willem Bentinck was mocht zij niet verblijven (dat sloot Den Haag als verblijfplaats uit) en voor verre reizen ontbrak haar het geld. De regerende tsarina, Catharina de Grote, had Charlotte Sophie als jong meisje ontmoet en zeer bewonderd om haar onafhankelijkheid, haar rijkunst en panache maar kon deze lastige vrijgevochten vrouw nu aan haar hof niet gebruiken. Charlotte Sophie zocht uiteindelijk haar toevlucht op het enigszins vervallen en onbewoonde kasteel van Jever dat haar door de prins van Anhalt-Zerbst als verblijf ter beschikking was gesteld.
In 1767 of 1768 vestigde Charlotte Sophie zich definitief in Hamburg. Zij betrok een woning aan de Jungfernsteig en een landhuisje in Eimsbüttel net buiten de poorten. Ook in Hamburg slaagde zij erin om in het middelpunt van het mondaine leven te staan.
Met haar familie had zij al die jaren alleen contact gehad via advocaten. Tegen haar oudste kleinzoon, Willem Gustaaf Frederik, de zoon van Christiaan Frederik Anton Willem Carel (Antoine), had zij zelfs geprocedeerd waarbij het bezit van Huis Doorwerth de inzet was. Deze ene keer werd zij door de rechter in het gelijk gesteld. Het kasteel behoorde haar toe en nu de Bentincks over alle goederen en inkomsten van de Aldenburgs beschikten hoefde zij geen onderpand meer te verschaffen voor de lening van haar vader.
Haar Nederlandse kleinkinderen leerden Charlotte Sophie pas kennen, toen dezen zich na de stichting van de Bataafse Republiek in 1795 terugtrokken op slot Varel. Zij schreven een brief aan hun grootmoeder in Hamburg en brachten haar daarna af en toe een bezoek in het huis waar zij woonde met haar jongste buitenechtelijke zoon Guillaume Weisbrod (of von Donop) en diens vrouw. De kleinkinderen wisten niet wat de werkelijke relatie tussen hun grootmoeder en Guillaume en Charles von Donop was.
Charlotte Sophie overleefde zowel Willem Bentinck als hun beide zoons Antoine en Albert Jean en stierf op 5 februari 1800. Zij liet het Huis Doorwerth na aan William Bentinck, de oudste zoon van Albert Jean. Charlotte Sophie van Aldenburg werd in de grafelijke grafkelder onder het koor van de kerk van Varel bijgezet.

## Egodocumenten
Van Sophia Charlotte Bentinck of mevrouw Bentinck, onder welke namen zij bekend is, zijn ruim 25.000 persoonlijke brieven van of aan haar bewaard gebleven. Zij correspondeerde met onder andere Voltaire, Frederik II van Pruisen, Gilbert du Montier markies de Lafayette., met tijdsbeeldbepalende wetenschappers en bestuurders en met vertegenwoordigers uit verschillende hofkringen, zoals de Weense, Deense en Belijnse.
Behalve over persoonlijke en familieaangelegenheden gaan de brieven over vrouwenkwesties en opvoeding, maatschappelijke en politieke zaken, maar ook over Europese oorlogsvoering. Door het omvangrijke relatienetwerk van Bentinck geeft haar correspondentie door de onderlinge samenhang een beeld van het leven van de Europese adel van de achttiende eeuw.
De ruim 25.000 brieven zijn in het kader van 'het nationaal programma voor het behoud van het papieren erfgoed' gedigitaliseerd en komen in 2017 voor publiek beschikbaar. In 2016 is de correspondentie voorgedragen voor nominatie werelderfgoedlijst voor documenten, het register Memory of the World of Unesco. Ambassadeurs voor het project zijn prof. dr. Yme Kuiper (Rijksuniversiteit Groningen), prof. dr. Katherine R. Goodman (Brown University VS) en dr. Jacques Cormier (Academie Royale des Beaux Arts Brussel).
De correspondentie is onderdeel van het familiearchief Bentinck dat eigendom is van de Stichting Kasteel Middachten en bevindt zich in het Gelders Archief.

### Gepubliceerde brieven
- Une femme des lumières. Écrits et lettres de la comtesse de Bentinck 1715-1800. Textes présentés par Anne Soprani et André Magnan. Paris: Editions CNRS 1997. (De l'Allemagne) ISBN 2-271-05055-3
- Voltaire et sa "grande amie". Correspondance complète de Voltaire et de Mme Bentinck (1740-1778). Ed. de Frédéric Deloffre et Jacques Cormier. Oxford: Voltaire Foundation 2003. ISBN 0-7294-0815-9